# Osyris alba
Osyris alba là một loài thực vật có hoa trong họ Santalaceae. Loài này được L. mô tả khoa học đầu tiên năm 1753.

## Hình ảnh

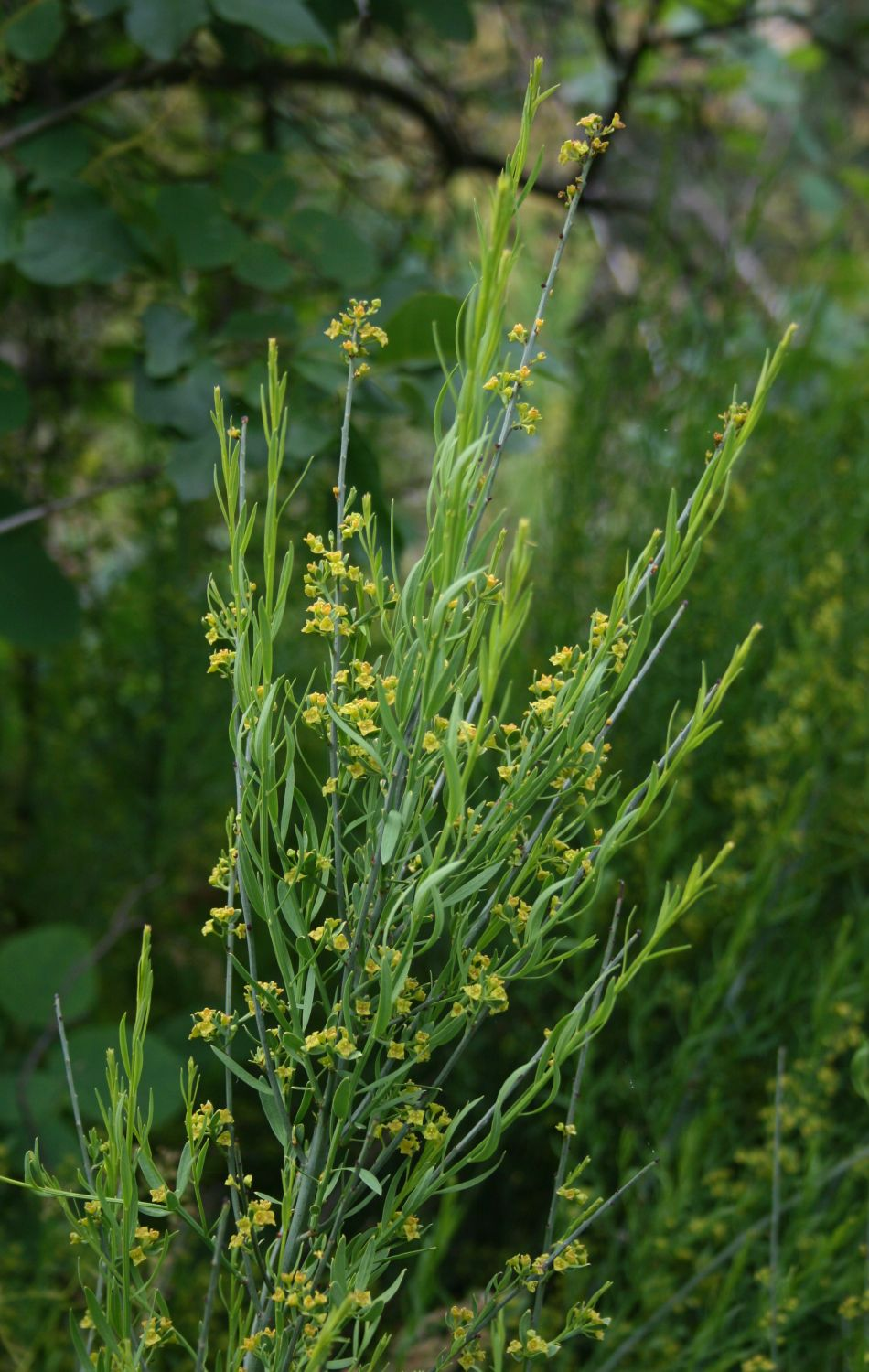
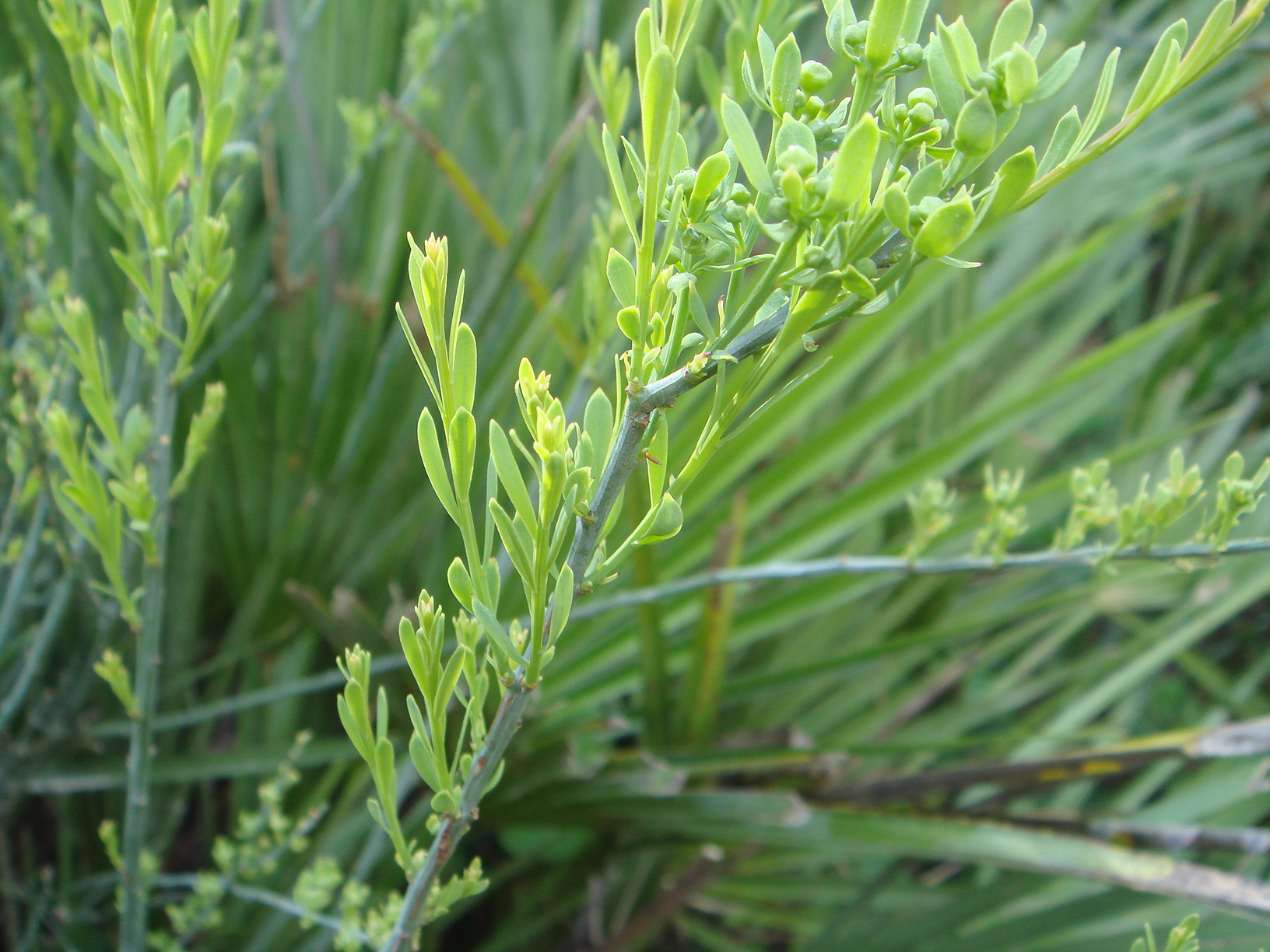
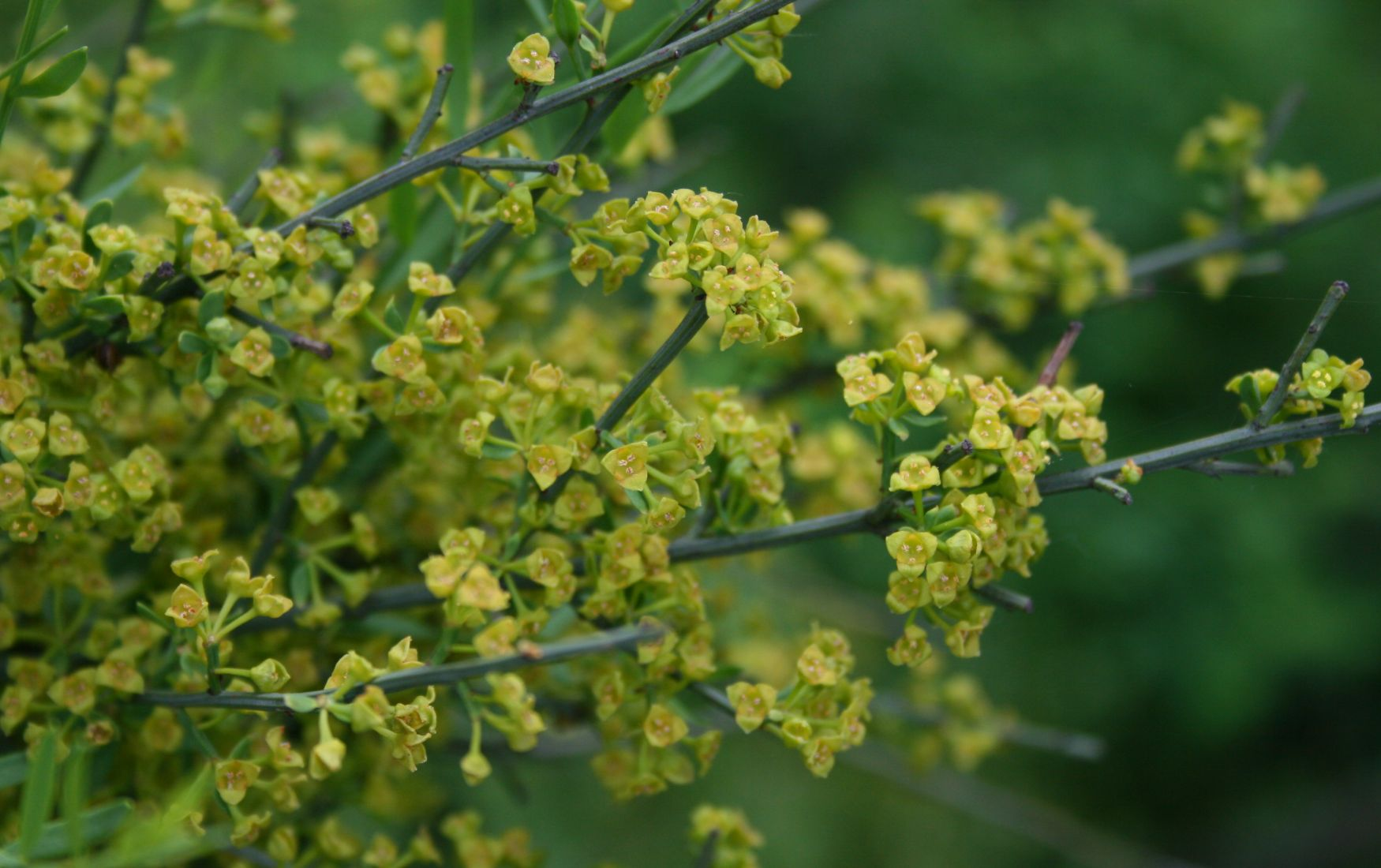
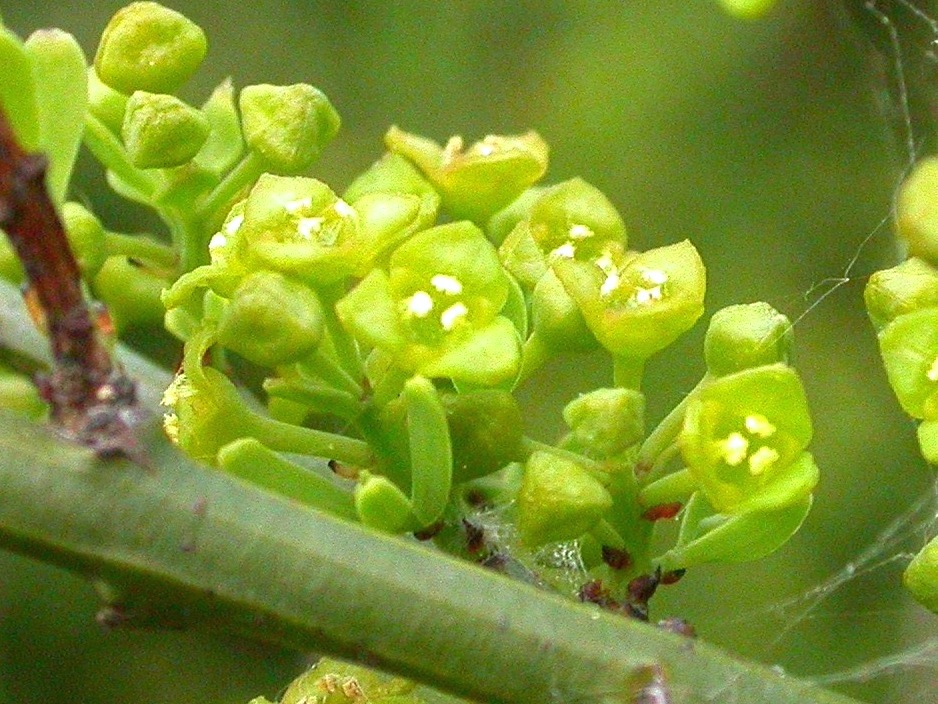